# Baek Sung-dong
Đây là một tên người Triều Tiên, họ là Baek.
Baek Sung-dong (tiếng Hàn: 백성동;phát âm tiếng Hàn Quốc: [pɛ̝k̚.s͈ʌŋ.doŋ] or [pɛ̝k̚] [sʌŋ.doŋ];  sinh ngày 13 tháng 8 năm 1991) là một tiền đạo bóng đá Hàn Quốc thi đấu cho đội bóng tại K League 2 Suwon FC.

## Sự nghiệp
Năm 2007, Baek tham gia chương trình đào tạo trẻ của câu lạc bộ Anh Watford theo đề nghị của Hiệp hội bóng đá Hàn Quốc. Anh có 4 lần ra sân cho đội tuyển quốc gia tại Giải vô địch bóng đá U-20 thế giới 2011. Cùng với màn trình diễn tốt ở giải đấu, huấn luyện viên đội tuyển U-23 Hàn Quốc Hong Myung-bo triệu tập anh vào đội tuyển quốc gia.
Ngày 29 tháng 12 năm 2011, Baek ký bản hợp đồng chuyên nghiệp đầu tiên với câu lạc bộ tại J1 League Júbilo Iwata, với hợp đồng 3 năm cho câu lạc bộ.

## Thống kê sự nghiệp

### Câu lạc bộ
Cập nhật đến ngày 23 tháng 2 năm 2016.
| Câu lạc bộ          | Mùa giải            | Giải vô địch | Giải vô địch | Cúp Hoàng đế Nhật Bản | Cúp Hoàng đế Nhật Bản | J. League Cup | J. League Cup | Khác1   | Khác1     | Tổng    | Tổng      |
| Câu lạc bộ          | Mùa giải            | Số trận      | Bàn thắng    | Số trận               | Bàn thắng             | Số trận       | Bàn thắng     | Số trận | Bàn thắng | Số trận | Bàn thắng |
| ------------------- | ------------------- | ------------ | ------------ | --------------------- | --------------------- | ------------- | ------------- | ------- | --------- | ------- | --------- |
| Júbilo Iwata        | 2012                | 12           | 2            | 0                     | 0                     | 3             | 0             | -       | -         | 15      | 2         |
| Júbilo Iwata        | 2013                | 19           | 1            | 2                     | 0                     | 1             | 0             | -       | -         | 22      | 1         |
| Júbilo Iwata        | 2014                | 27           | 2            | 2                     | 0                     | -             | -             | 1       | 0         | 30      | 2         |
| Sagan Tosu          | 2015                | 25           | 2            | 2                     | 0                     | 6             | 0             | -       | -         | 33      | 2         |
| Tổng cộng sự nghiệp | Tổng cộng sự nghiệp | 83           | 7            | 6                     | 0                     | 10            | 0             | 1       | 0         | 100     | 7         |

1Bao gồm Promotion Playoffs to J1.